# Газетчицы
«Газетчицы» (англ. Paper Girls) — американский научно-фантастический драматический сериал, основанный на одноимённой серии комиксов Брайана К. Вона. Премьера сериала состоялась на Amazon Prime Video 29 июля 2022 года.

## Сюжет
Утром после Хэллоуина 1988 года четыре девочки, разнося газеты, невольно втягиваются в конфликт между двумя враждующими группировками путешественников во времени.

## В ролях
- Камрин Джонс — Тиффани «Тифф» Квилкин
- Рилей Лай Налет — Эрин Тьенг
- София Росински — Мак Койл
- Фина Страцца — Карина Джей «Кей Джей» Брэндман
- Эли Вонг — взрослая Эрин
- Адина Портер — Настоятельница
- Нэйт Корддри — Ларри
- Секай Абени — взрослая Тиффани

## Список эпизодов
| № | Название                                                                | Режиссёр            | Автор сценария                                             | Дата премьеры |
| --- | ----------------------------------------------------------------------- | ------------------- | ---------------------------------------------------------- | ------------- |
| 1 | «Growing Pains» «Нарастающая боль»                                      | Джорджи Бэнкс-Дэвис | Стефани Фольсом                                            | 29 июля 2022  |
| 1988 год. Юная Эрин из семьи китайских эмигрантов отправляется в первый раз на свою первую работу. Девочка работает разносчицей газет. Из-за того, что газетчикам стали платить меньше, оттуда начали уходить мальчики, но их место быстро заняли девочки. Первое рабочее утро Эрин приходится на утро после Хэллоуина. Невольно Эрин объединяется с тремя другими газетчицами, чтобы противостоять хулиганам. Девочки отправляются в строящийся дом, чтобы вернуть назад свою рацию, которую хулиганы отняли у них. Там они обнаруживают какого-то странного незнакомого человека, а затем внезапно небо начинает менять свой цвет на неестественный. Газетчицы прячутся в доме Мак. Первоначально они думают, что началось вторжение Советского Союза. Эрин хочет срочно отправиться к себе домой, так как происходит какая-то чрезвычайная ситуация, а её мама китаянка практически не говорит по-английски. Между девочками завязывается потасовка и Эрин получает ранение. Остальные пытаются отвезти её на машине в больницу, но какие-то люди достают их из машины и утаскивают внутрь некоего устройства. Девочки покидают его, а их похитители начинают сражаться с какими-то другими странного вида людьми. Вся компания газетчиц отправляется домой к Эрин, ранение которой исчезло, но дома она не находит маму, но находит взрослую саму себя. |                                                                         |                     |                                                            |               |
| 2 | «Weird Al Is Dead» «Странный Эл мертв»                                  | Джорджи Бэнкс-Дэвис | Кристофер Кентвелл и Кристофер С. Роджерс                  | 29 июля 2022  |
| 3 | «Blue Tongues Don’t Lie» «Синие языки не лгут»                          | Дестини Экарага     | Лиза Альберт                                               | 29 июля 2022  |
| 4 | «It Was Never About the Corn» «Это никогда не было кукурузой»           | Дестини Экарага     | К. С. Перри                                                | 29 июля 2022  |
| 5 | «A New Period» «Новый Период»                                           | Карен Гавиола       | Кай Ю У                                                    | 29 июля 2022  |
| 6 | «Matinee» «Утренник»                                                    | Карен Гавиола       | Кристофер Кентвелл, Стефани Фольсом и Кристофер С. Роджерс | 29 июля 2022  |
| 7 | «Some Kind of Burping Trash Hole» «Какая-то отрыгивающая мусорная дыра» | Майрзи Алмас        | Кристофер Кентвелл и Кристофер С. Роджерс                  | 29 июля 2022  |
| 8 | «It B Over» «Все кончено»                                               | Майрзи Алмас        | Стефани Фольсом                                            | 29 июля 2022  |

## Производство
11 июля 2019 года стало известно, что Amazon Studios запустили в разработку сериал по мотивам комикса Paper Girls, а его автор Брайан К. Вон назначен исполнительным продюсером в рамках соглашения с Legendary Entertainment.
26 апреля 2021 года стало известно, что на главные роли отобраны: София Росински, Камрин Джонс, Рилей Лай Налет и Фина Страцца. 6 мая стало известно о присоединении к актёрскому составу Эли Вонг, а 15 июня Нэйта Корддри.
Первоначально планировалось, что съёмки сериала начнутся 1 марта 2021 года, но позже были перенесены и в конечном итоге начались 17 мая в Чикаго. Съёмки сериала завершились 1 октября 2021 года.
Сериал вышел на Amazon Prime Video 29 июля 2022 года.

## Отзывы
Отзывы критиков были в основном положительными. На сайте Rotten Tomatoes рейтинг «свежести» сериала составил 91 %, на Metacritic у сериала 70 баллов из 100.
Клинт Уортингтон из Consequence похвалил игру четырёх главных актрис. Он отметил, что сериал выглядит более интересно, когда фокусируется на молодых девушках, которые смотрят в лицо своему будущему. В остальном же сериал омрачается вялым темпом повествования, бюджетностью фантастических элементов и общей визуальной серостью. По мнению Сэмюэла Харвуда из Slant Magazine сериал «больше напоминает подростковые приключенческие фильмы ранних лет, такие как „Останавливающие время“ и „Агент Коди Бэнкс“, чем видение 80-х в стиле Уэса Крэйвена, каким его задумали создатели». Павел Воронков из Газеты.ru отмечает, что сериалу отчаянно не хватает бюджета и «получившиеся „Газетчицы“ — это в лучшем случае „Газетчицы“ на минималках. И уж точно не конкурентки „Очень странным делам“, где мешок долларов засунут в каждый пиксель». В рецензии отмечается, что экранная адаптация довольствуется лишь несколькими локациями и сильно сбрасывает темп относительно комикса, но с другой стороны здешнюю аудиовизуальную бедность местами получается компенсировать неплохой драматургией.